# Jakub Auguston
Jakub Auguston mladší, původně Giacomo Agustoni (asi 1668 Řím?– 3. února 1735 Plzeň) byl významný plzeňský barokní architekt a stavitel.

## Život
Rodina Augustonů pocházela z Itálie, odkud přišel do Plzně i Jakubův strýc Jakub Auguston starší. Ten byl přijat za plzeňského měšťana v roce 1661 a provedl první barokní přestavby. Do jeho dílny pak přišel z Říma Jakub Auguston mladší (Giacomo Agustoni, syn Pietra de Monte), kterého strýc povolal. Rok jeho narození není jistý, uváděn je rok 1668, ale též roky 1665 či 1670. V roce 1692 se stal plzeňským měšťanem a zpočátku působil jako štukatér, později jako architekt a stavitel. Oběma řemeslům se vyučil v Římě.
Jeho zřejmě první stavbou byla přestavba vlastního domu v Plzni, v Dřevěné ulici č.p. 344, někdy okolo 1698, protože 31. července 1696 se oženil s Alžbětou Rozálií z Hanu, dcerou Jana Hany, spoluradního města Plzně. Tento dům je později nazýván Gerlachovským. Strýc Jakub Auguston starší zemřel 4. července 1701, byl pohřben ve františkánském kostele, na jehož barokní úpravě se podílel, a synovec převzal vedení dílny. Podílel se jak v Plzni, tak v jejím okolí na stavbách, přestavbách domů, kostelů a zámků. Byl vyhledávaným architektem a patřil k předním západočeským měšťanům. Na některých stavbách se poté podílel s ním jeho syn Václav Auguston. Měl 6 dětí, zemřel 3. února 1735 a je pohřben v kostele sv. Anny. Jeho pozůstalost byla odhadnuta na 12 000 zlatých.

## Dílo

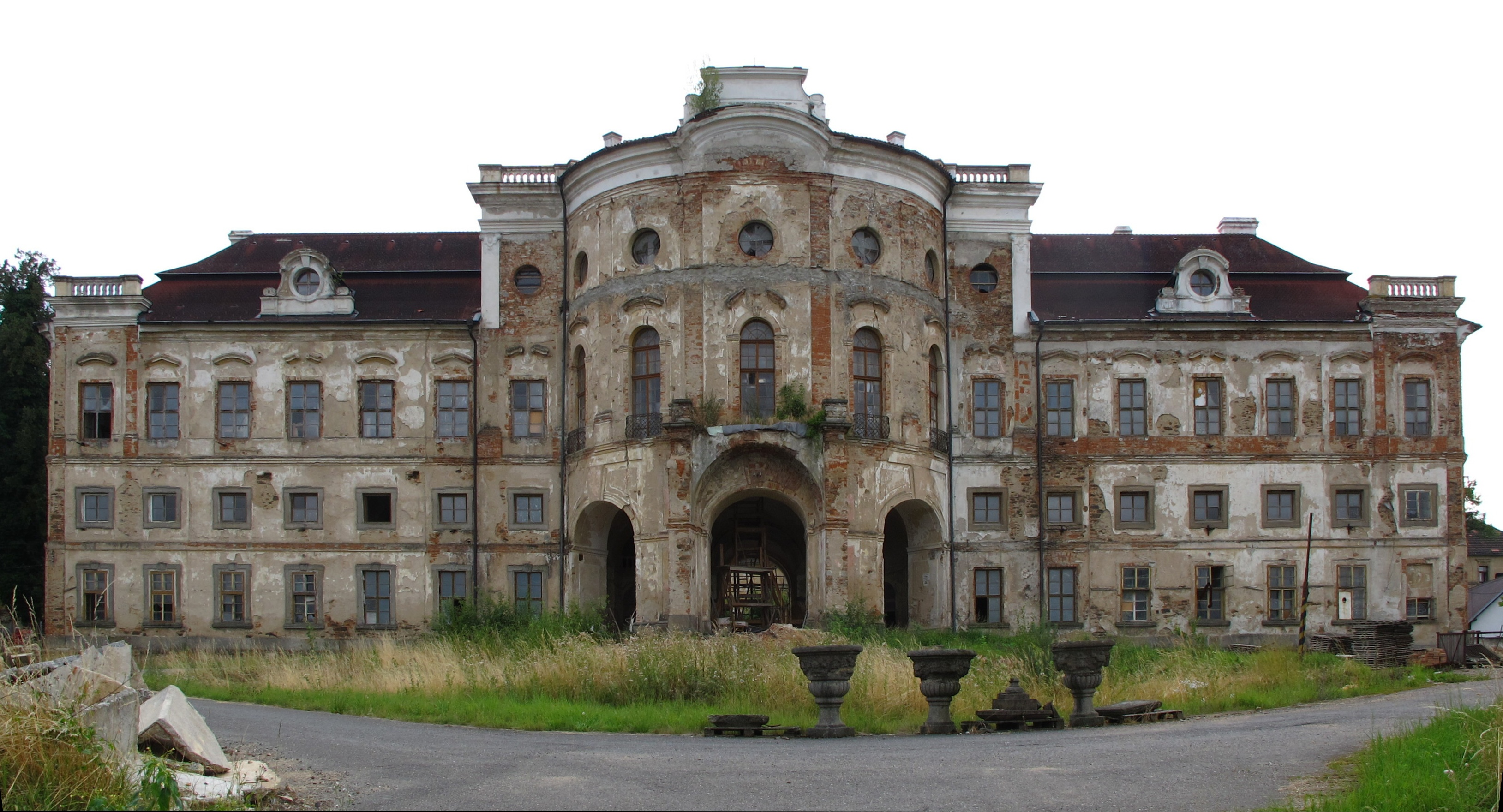
Zámek Týnec u Klatov

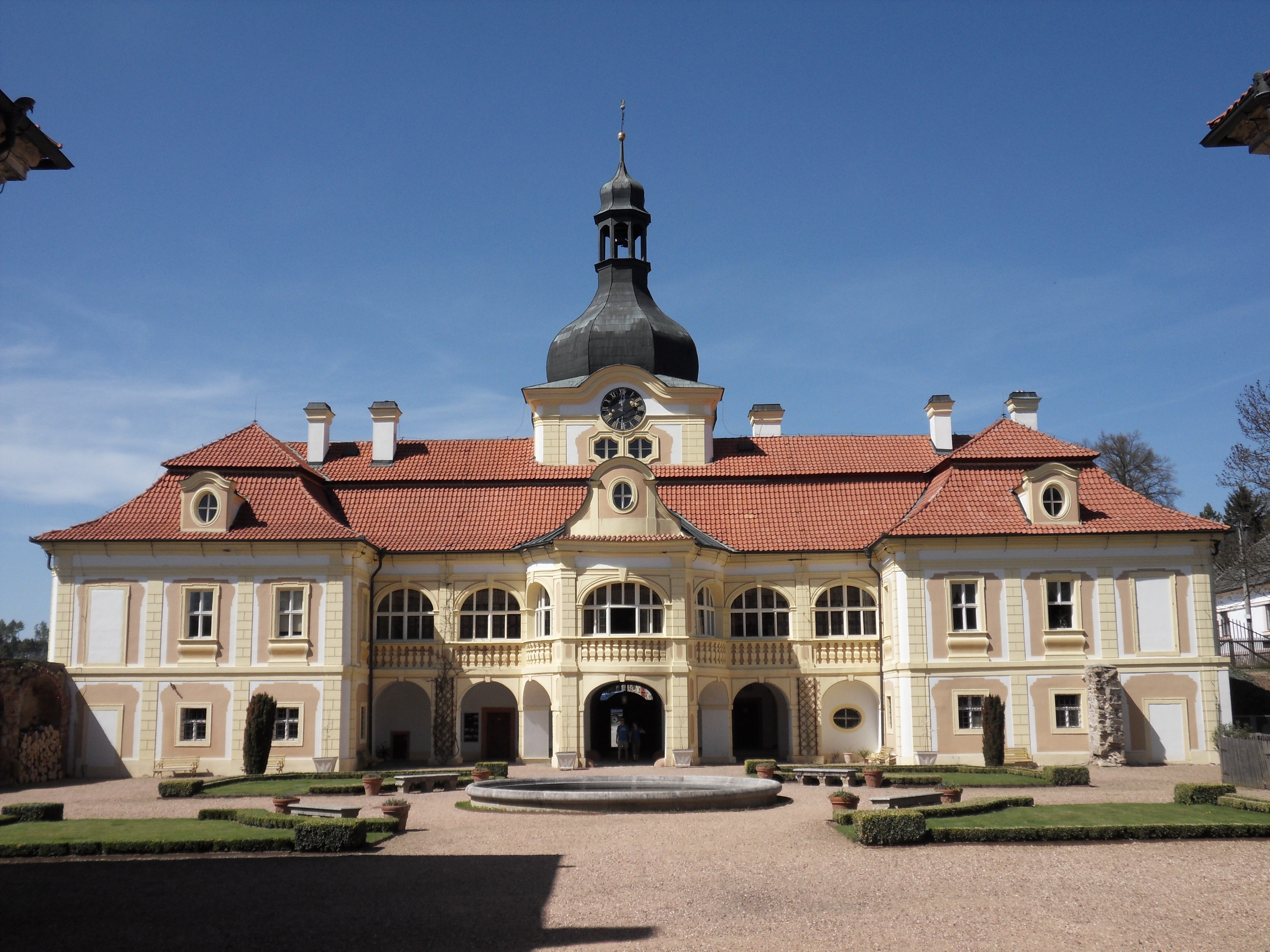
Zámek Nebílovy

Řada měšťanských, šlechtických či církevních domů v historickém středu Plzně, např.:
- Gerlachovský dům, Dřevěná ul. 4, čp. 344, dnes Národopisné muzeum (1698)
- dům č.p. 171 v Říšské ulici (1702)
- arciděkanství na náměstí č. 35, čp. 234 (1710)
- solnice v Solní ul. č.p. 258 na místě hl. pošty (1710), zbořeno 1963
- dům v Riegrově ulici č.p. 207 (1720)
- dům na náměstí č. 12 (Valdštejnský dům), čp. 105 (1720–1730)
- dům v Pražské ul. 9, čp. 81 (1726)
- dům v Dominikánské ul.14 (roh s Malou ulicí), čp. 25 (1728)
- Guldenerovský dům č.p.139 (roh náměstí, Smetanovy ul.), zbořen 1911 (1731)
- dům v Sedláčkově ul. 29, čp. 251 (1734)
- dům v Riegrově ul. č.p. 223, vyhořelý při velkém požáru 1729 (před 1737)

Další většinou důsledně barokní přestavby starších objektů:
- kostel svatého Blažeje (Starý Plzenec) (1702–1733)
- klášter dominikánek (1711–1714), dnes Státní vědecká knihovna, s kostelem sv. Anny, dnes pravoslavným (1712–35) v Plzni
- kostel svatého Jiří v Černošíně (1711–1736)
- západní průčelí kostela Nanebevzetí P. Marie (1722–1723) a dostavba souvisejícího františkánského kláštera (1740–1744) v Plzni
- kostel Nejsvětější Trojice a sv. Šimona a Judy v Dýšině (1727) – předsíň a ohradní zeď se vstupní branou a brankami, budova fary
- kostel svatého Víta v Dobřanech – vynikající barokní centrální stavba (1727–1734)
- plány kostela svatého Mikuláše (Bor u Tachova), realizovaného až po Augustonově smrti (stavba 1737–1746)
- nový konvent kláštera v Chotěšově (1734–1756) zřejmě dle plánů Augustona
- kostel svatého Václava v Radnicích[7]
- kostel Nanebevzetí Panny Marie kostel v Oseku u Rokycan
- někdy se uvádí i plány ke kostelu v Chodové Plané

Zámky na Plzeňsku:
- v Rochlově (1701–1711)
- v Nebílovech (od 1706–1720)
- v Dolní Lukavici (1708)
- v Týnci u Klatov (asi 1710–1720)
- v Bušovicích (do 1717)
- v Příchovicích na místě pův. tvrze (1718–1719)
- v Mirošově (po 1720–1728)
- ve Štěnovicích (okolo 1723)
- v Trpístech u Tachova (do 1729)
- v Malesicích (kolem 1730)